# Amvrosiïvka
Amvrosiïvka (in ucraino Амвросіївка?; in russo Амвро́сиевка?, Amvrósievka), è un centro abitato dell'Ucraina, situato nell'oblast' di Donec'k.

## Storia
La città fu fondata nel 1869 al confine delle ex terre degli Zaporoziani e dei cosacchi del Don. Inizialmente svolse la funzione di un insediamento di lavoro sulla costruzione della ferrovia Kursk-Kharkiv-Azov. Nel 1896, l'imprenditore Kovalev iniziò la costruzione del cementificio di Donec'k, nel 1898 fu costruito il cementificio di Čërnyj e il terzo nel 1914. Nel 1917 fu aperto un ospedale con 5 posti letto e creata una scuola elementare, dove studiavano 40 bambini.
Dopo l'inizio dell'offensiva della 1ª Armata di Cavalleria, il 1º gennaio 1920 la 9ª Divisione Fucilieri e l'11ª Divisione di Cavalleria dell'Armata Rossa sconfissero la Divisione Cherkasy della VSPR e occuparono la stazione di Amvrosievka, dove oltre 500 soldati furono fatti prigionieri.
Nel 1929 le imprese di Amvrosievka impiegavano 2.314 persone. Nel 1930 vi erano operativi tre cementifici, una fabbrica di mattoni, una conceria, quattro mulini per l'olio, cinque mulini a rulli, quattro mulini per il grano e una cava di marna. Il cemento di Amvrosievka è stato usato nella costruzione della fabbrica di ferro e acciaio di Magnitogorsk, le prime fabbriche di trattori dell'URSS, gli stabilimenti di Kharkov e Stalingrado, la metropolitana di Mosca, la centrale idroelettrica di Dnieper e la torre televisiva di Ostankino.
Nel 1938, Amvrosievka ricevette lo status di città. Nel 1941 la popolazione della città raggiunse i 18.000 abitanti. Furono realizzate le reti idriche, un sistema radio, due ospedali con 100 letti, un parco e piazze nel centro della città. Vi erano poi laboratori e tre scuole secondarie; la produttività totale delle imprese di cemento della città erano di 392.000 tonnellate (1940), 459.000 tonnellate (1948) e 1.985.000 tonnellate (1957).
Il 21 ottobre 1941, le autorità e le truppe sovietiche abbandonarono la città, occupata dalle forze tedesche. Il 23 agosto 1943 la città occupata dai nazisti fu liberata dalle truppe sovietiche del Fronte Sud durante l'operazione Donbass: dal 4° Gv Mechcorpuz come parte della 14ª Gvmmechbrigade e 15ª Gvmmechbrigade.
Nel 1944, la città di Donec'k-Amvrosievka fu ribattezzata Amvrosievka.
Nel 1953, un nuovo cementificio fu messo in funzione nel villaggio di Novoamvrosievka, situato 5 km a nord della città. Nel 1954 il cementificio di Amvrosievka fu stabilito sulla base di 4 cementifici di Amvrosievka e delle cave di marna e gesso.
Nel secondo dopoguerra fu costruito un nuovo quartiere residenziale nella parte sud-est della città, oltre a servizi domestici, una scuola per 1.000 studenti, una centrale telefonica, un grande magazzino, un complesso sportivo con piscina, una stazione degli autobus, una nuova stazione ferroviaria e un albergo.
Dopo l'indipendenza dell'Ucraina, nel 1993 lo stabilimento n. 1 del cementificio è stato scorporato per diventare un'impresa indipendente denominata OAO Stromacement.
Il 15 giugno 2014, durante il conflitto armato in Ucraina orientale, la città è stata sottoposta a bombardamenti.

## Monumenti e luoghi d'interesse
- Sito paleolitico di Amvrosiïvka, risalente al Paleolitico superiore (18-19.000 anni fa), uno dei più grandi siti archeologici del tardo Paleolitico in Europa (circa 6 ettari). Scoperto nel 1935, vennero rinvenuti gli scheletri di oltre 1.000 bisonti e 15.000 reperti archeologici (punte di lancia ossee e inserti di selce nelle punte di lancia), conservati nel Museo regionale delle tradizioni locali di Donec'k . Lo stemma di Amvrosiïvka raffigura un'ascia di pietra come simbolo dell'insediamento di questo territorio fin dai tempi antichi.
- Chiesa di Sant'Ambrogio da Milano
- Chiesa della Santa Trasfigurazione

## Economia
Amvrosiïvka è una città industriale monofunzionale, con specializzazione nella produzione di materiali da costruzione e il più grande centro dell'industria del cemento in Ucraina: i suoi cementifici producono cemento, prodotti in cemento-amianto, blocchi di calcestruzzo, nonché pavimentazione, lastre di rivestimento, prodotti decorativi in porcellana, ceramica, reparto edile "Tsemstroy" , colate di acciaierie, manufatti in cemento armato. Altre imprese riguardano l'industria leggera, alimentare, mangimifici e altre categorie. Circa il 40% degli occupati nell'economia nazionale lavora nell'industria.